# Butenolidy

furan-2-on, nejjednodušší butenolid

Butenolidy jsou skupinou laktonů tvořené čtyřuhlíkatými heterocykly. Lze je považovat za zoxidované deriváty furanu. Nejjednodušším butenolidem je furan-2-on, jehož molekuly bývají součástmi molekul řady přírodních látek a který bývá někdy označován jednoduše jako butenolid. Důležitým butenolidem je kyselina askorbová (vitamin C). Butenolidy ze skupiny nkarikinů vznikají u některých rostlin při vystavení vysokým teplotám například během požárů; například 3-methyl-2H-furo[2,3-c]pyran-2-on spouští klíčení u rostlin, jejichž rozmnožování je závislé na ohni.